# 甘晖
甘晖（1957年1月—），甘肃平凉人，曾任兰州大学党委副书记、副校长，陕西师范大学党委原书记。 

## 生平
1977年2月参加工作。1978年2月至1982年1月在兰州大学中文系学习，期间于1981年12月加入中国共产党。2001年1月至2002年10月任兰州大学党委副书记，2002年10月起任兰州大学党委副书记、副校长。2010年12月至2018年1月任陕西师范大学党委书记。 